# Gerhard Schröder (Chemiker)

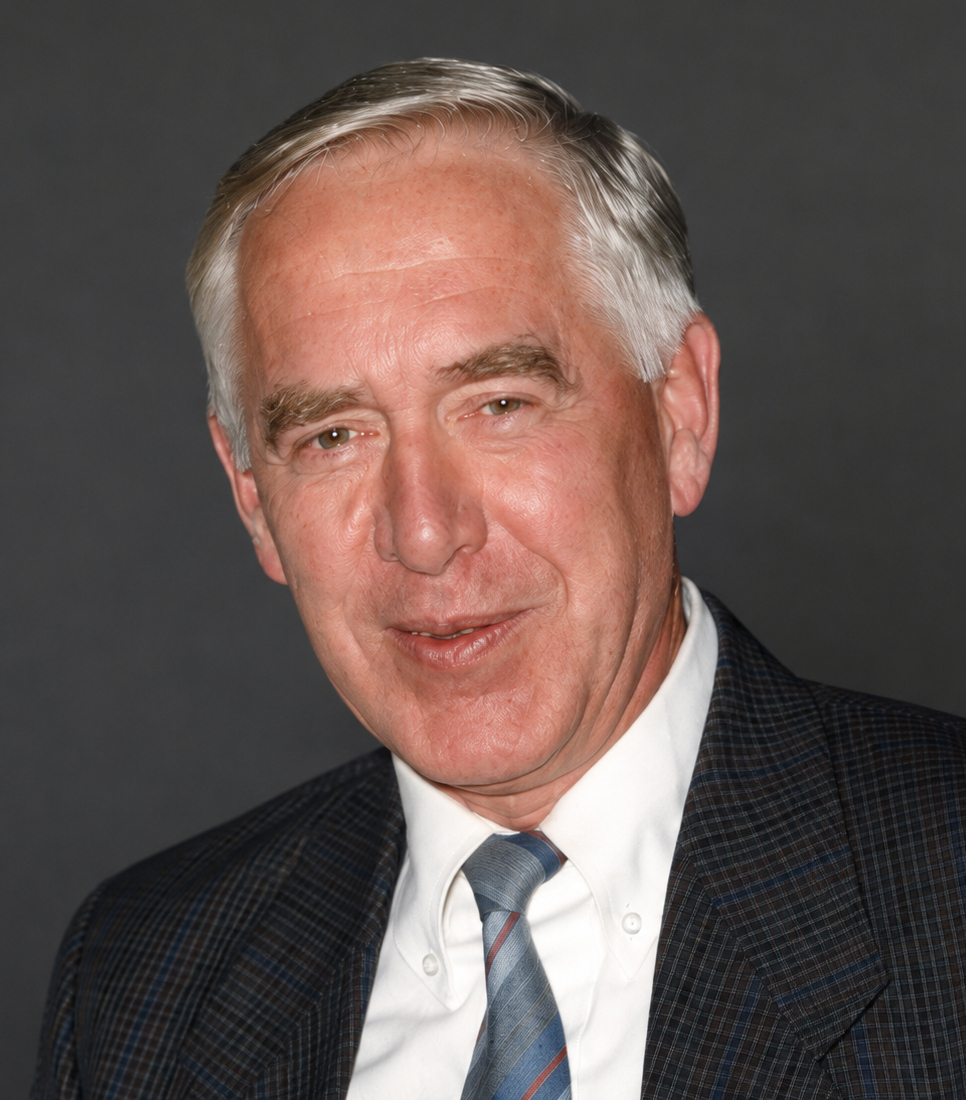
Gerhard Schröder (1986)

Gerhard Schröder (* 25. Juni 1929 in Kassel; † 18. Dezember 2015 in Karlsruhe) war ein deutscher Chemiker und Hochschullehrer.

## Leben
Schröder studierte nach einer Ausbildung zum Elektriker Chemie an der Universität Karlsruhe und promovierte 1959 bei Rudolf Criegee. Nach Postdoktoraten bei William von Eggers Doering an der Yale University und bei Union Carbide habilitierte er 1964 in Karlsruhe.
1970 erfolgte der Ruf auf den neu geschaffenen Lehrstuhl II für Organische Chemie an der Universität Karlsruhe, den er bis zu seiner Emeritierung 1997 innehatte. Schröder war zweimal Dekan der Fakultät für Chemie.

## Wissenschaftliches Werk
1963 gelang Schröder die Synthese des C10H10-Kohlenwasserstoffs Bullvalen, mit der er das kurz zuvor von Eggert-Doering und Wolfgang Roth postulierte Phänomen der entarteten Valenzisomerie mit über 1,2 Millionen Bindungsmöglichkeiten bestätigen konnte. Neben weiteren Arbeiten zur Cope-Umlagerung bei Bullvalen-Derivaten und analogen Verbindungen beschäftigte sich Schröder mit Carbonyloxiden als reaktiven Zwischenstufen bei der Ozonolyse, mit Annulenen, und chiralen Komplexbildnern (Kronenether).

## Auszeichnungen
Im Jahr 1968 wurde Schröder mit dem Chemie-Preis der Akademie der Wissenschaften zu Göttingen ausgezeichnet.